# Association sportive des Douanes (Dakar)
Pour les articles homonymes, voir AS Douanes.
L'Association sportive des Douanes est un club omnisports sénégalais basé à Dakar.

## Histoire
L'AS Douanes est fondé en 1980.

## Basket-ball
L'équipe masculine de basket-ball remporte le Championnat du Sénégal à onze reprises : en 1998, 2007, 2008, 2011, 2014, 2016, 2017, 2018, 2019,2022 et 2023
Elle remporte la Coupe du Sénégal à neuf reprises : en 2000, 2004, 2006, 2011, 2012, 2017, 2019, 2021. Et 2024.
L'AS Douanes est finaliste de la Ligue africaine de basket-ball 2023.

## Football

### Histoire
AS Douane et le troisième club le plus titré du Sénégal
En 2015, le club réaliste, son premier doublé championnat-coupe de la ligue après avoir été promu la saison passée.

### Palmarès
- Championnat du Sénégal (6)
  - Champion : 1993, 1997, 2006, 2007, 2009, 2015
  - Vice-Champion : 2004
- Championnat du Sénégal D2
  - Champion : 2008 et 2014
- Coupe de la Ligue sénégalaise de football (2)
  - Vainqueur : 2009 , 2015
- Coupe du Sénégal  (6)
  - Vainqueur : 1986, 1997, 2002, 2003, 2004, 2005
  - Finaliste : 1995

- Coupe de l'Assemblée nationale (1)
  - Vainqueur : 2015
  - Finaliste : 2006

### Anciens joueurs
- Vito Badiane	 Sénégal		milieu
- Papiss Cissé  Sénégal    attaquant
- Ngor Sarr  Sénégal    attaquant

## Arts martiaux
Le judoka Mbagnick Ndiaye évolue à l'AS Douanes.